# Cordycépine

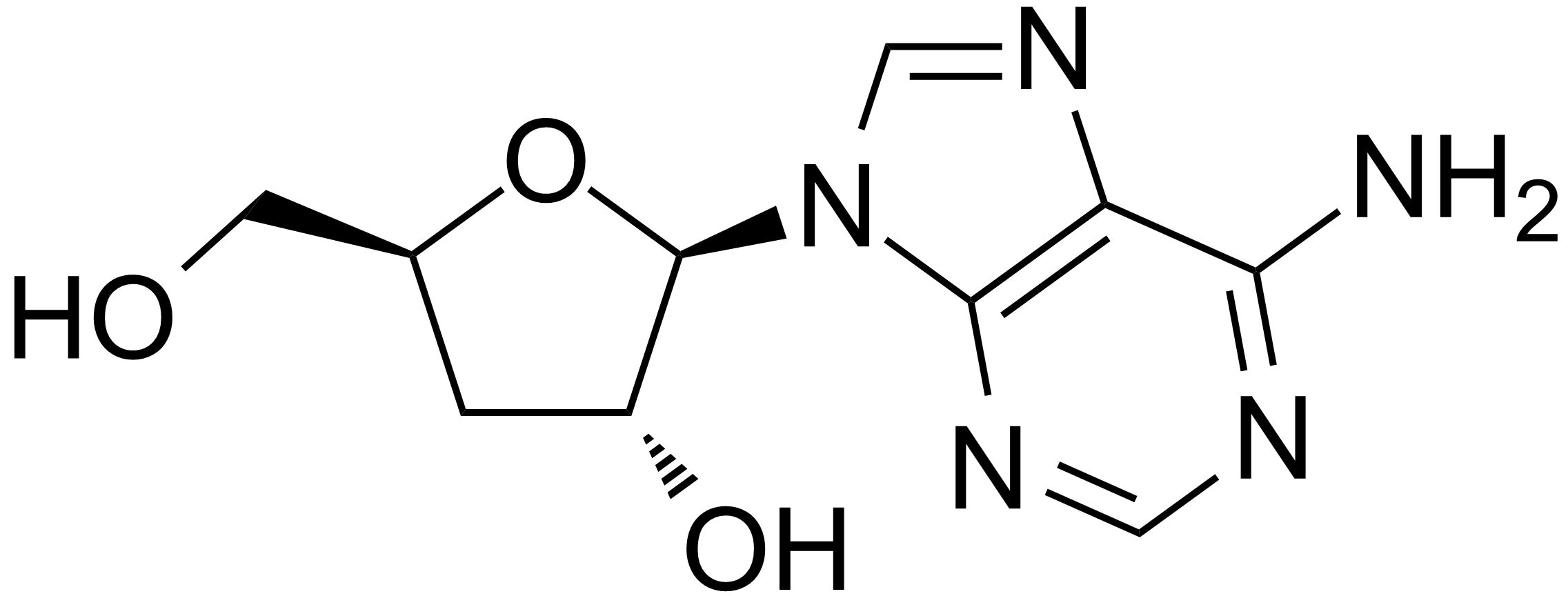
Structure moléculaire de la cordycépine

La cordycépine est une substance extraite de champignons ascomycètes parasites des insectes (chenilles), en particulier d’Ophiocordyceps sinensis (vivant sur les plateaux tibétains) et de  Cordyceps militaris. La cordycépine est analogue à l'adénosine : elle perturbe le métabolisme des purines en se substituant à l'adénosine et inhibe la dernière étape de la biosynthèse de l'ARN. Elle offre un intérêt dans la lutte contre certaines formes de cancer.